# Березовський Максим Созонтович
Макси́м Созо́нтович Березо́вський (16 (27) жовтня 1745, Глухів — 22 березня (2 квітня) 1777, Санкт-Петербург, Російська імперія) — український композитор, диригент, співак. Автор духовних концертів та опери «Демофонт», а також першої української симфонії. Класик європейської музики.

## Біографічні дані
Народився у Глухові на Сумщині в козацькій родині, в місті, де виховувалися музики для роботи при дворі російських імператорів (див. Глухівська співоча школа). Вищу освіту здобув у Києво-Могилянській академії, де почав писати власні твори.
1758 року, через виняткові вокальні дані, відряджений до Петербурга, де став солістом у Придворній співацькій капелі князя Петра Федоровича. Там познайомився з тогочасною європейською музикою.
У 1759–1760 роках виступав як співак-соліст в Італійській оперній трупі в Оранієнбаумі та Петербурзі.
1769 року відряджений до Італії на навчання у Болонській філармонічній академії, де брав уроки у відомого композитора та історика музики падре Джованні Батіста Мартіні, у якого навчався близько восьми років. Аби мати право бути капельмейстером, склав іспит 15 травня 1771 року на звання академіка філармонії в Болоньї разом з чеським композитором на ім'я Йозеф Мислівечек.
Закінчив Академію з відзнакою. В ці ж роки у Болонській академії навчався юний Моцарт.
1771 року Березовський отримав звання maestro di musica і був обраний членом Болонського філармонічного товариства. До 1773 року єдина закінчена опера, що належить М. Березовському — «Демофонт», була поставлена у Ліворно 1773 року в карнавальні свята. На початку 1774 року разом з ескадрою російських кораблів під керівництвом Олексія Орлова повернувся в Петербург.
Повернувшись 1774 року до Російської імперії, М. Березовський зіткнувся із байдужістю урядовців. Йому обіцяли місце директора Кременчуцької музичної академії, але цьому проєктові не судилося здійснитись. Максим Березовський був зарахований (без посади) церковним півчим і капельмейстером Придворної співацької капели.
Постійні нестатки, неможливість знайти застосування своїм творчим силам привели композитора до недуги. 1777 року 31-річний композитор помер. Згодом поширилася версія про самогубство, яка викликає сумнів у сучасних біографів композитора, зокрема біографки Березовського М. Рицарєвої. Смерть композитора, на її думку, стала наслідком інфекційного захворювання, а чутка про самогубство Березовського почала ширитися в літературі починаючи з 1810 років з подачі митрополита Євгенія (Болховітінова).
Не менш трагічна доля судилася його творам, які або припадали пилом, або взагалі були знищені. Більшість творів Березовського існували лише в рукописах. Були видані тільки поодинокі композиції, які, власне, й принесли йому світову славу.

## Спадщина
Березовський відомий як композитор — автор духовних концертів, які він написав після повернення з Італії (найбільш популярний концерт «Не отвержи мене во время старости»). Він поєднав у своїй творчості тогочасний досвід західноєвропейської музичної культури з національними традиціями хорового мистецтва. Разом із Д. Бортнянським створив класичний тип хорового концерту.

### Духовна музика
Духовні музичні твори Березовського охоплюють Літургію, причасні вірші, хвалебну пісню і ряд концертів, із яких збереглася лише невелика частина. Окрім церковнослов'янських текстів, Березовський використовував також тексти англійською (хвалебна пісня) та німецькою мовами («Unser Vater»).
У літургії композитор використав характерні для партесної музики постійне гармонічне багатоголосся, зіставлення туттійних і ансамблевих епізодів, метр — 3/2 та 4/2.
Причасні вірші написані на тексти псалмів переважно подячного характеру, у Березовського вони знайшли переважно ліричне втілення (за винятком «Радуйтеся праведнії» і «Хваліте Господа з небес» № 3 урочисто-панегірічної образності). Хорова фактура досить різноманітна, окремі твори мають постійну гармонічну фактуру (напр. «Хваліте Господа з небес» № 1), інші поєднують гармонічну з імітаційною («Во всю землю»), або використовують поліфонічну («Блажені яже ізбрал»), зокрема, фугу («Хваліте Господа з небес» № 2). Ще яскравіше ніж у Літургії, в причасних віршах спостерігається мелодизація голосів. Мелодика віршів виразна і різноманітна, і нерідко виявляє схожість з типовими зворотами українських ліричних пісень.
Духовні концерти займають чільне місце у творчості композитора, і були підняті, як жанр, до найвищого музично-художнього рівня. Хорові концерти успадкували чимало рис партесних концертів, зокрема поєднання акордової і поліфонічної фактур, однак увібрали й традиції західноєвропейської музики, зокрема нова гармонічна мова із функційно-гармонічною ладовою системою. Усі концерти являють собою багаточастинні цикли, складені за принципом образного, темпового і фактурного контрасту, однак об'єднані тематичною цілісністю, що досягається інтонаційними зв'язками між крайніми частинами, а в останньому концерті — протягом усього твору. Найбільш відомим є концерт «Не отвержи мене во время старости», виданий Придворною капелою в Петербурзі в 1842 році. У 2000-х роках завдяки дослідницькій діяльності М. Юрченка було видано ще 11 концертів і таким чином станом на 2020 рік опубліковано 12 концертів.

### Опера«Демофонт»
Єдина опера композитора — «Демофонт» була написана в Італії і ставилася в м. Ліворно у 1773 році, про що збереглася стаття у місцевій газеті «Notizie del mondo». Збереглися лише 4 арії з цієї опери, які засвідчують тісні зв'язки композитора з неаполітанською та венеціанською оперними школами. Орієнтуючись на тогочасні тенденції розвитку опери-серіа, Березовський виявляє в музиці емоційність і щиросердність, почуттєву ніжність і благородство, мелодичну красу.

### Соната для скрипки і чембало
Єдиним відомим інструментальним твором Березовського є Соната для скрипки й чембало, написана в Пізі 1772 року. Рукопис цієї сонати зберігався в Паризькій національній бібліотеці, його знайшов музикознавець Василь Витвицький, пізніше розшифрував М. Степаненко та опубліковало видавництво «Музична Україна» в 1983 році.
Соната має три частини, енергійні крайні частини контрастують повільній середній. Як і в опері «Демофонт», Березовський наслідує тогочасні традиції західноєвропейської музики, яскраво виявляючи своє ліричне обдарування

### Симфонії
На початку 2000-х, завдяки зусиллям американського диригента Стівена Фокса, в архівах Ватикану було знайдено втрачений твір Березовського «Симфонія до мажор» (англ. Symphony in C), також відомий в Україні як «Симфонія № 1», написаний у 1770—1772 роках. Ця композиція, як і більшість творів Березовського, вважалася зниклою з XVIII століття. Після знахідки симфонії до мажор у Росії відразу віднесли цей твір до культурного надбання своєї країни, назвавши «Першою російською симфонією». Український диригент Кирило Карабиць заявив публічно у 2016 році, що це твір саме українського композитора.  Пізніше К.Карабиць знайшов і відреставрував ще дві симфонії Д. Бортянського і у 2020 вперше всі три відомі на цей час симфонії вперше прозвучали публічно

## Пам'ять

Скульптор І. Коломієць. Пам'ятник Максимові Березовському в Глухові

1995 року в Глухові було встановлено пам'ятник композитору (скульптор — Інна Коломієць).
2005 року на фасаді Болонської музичної академії встановлено меморіальну дошку на честь українського композитора Максима Березовського. Після Моцарта Березовський став другим композитором-чужинцем, пам'ять якого вшановано в такий спосіб у всесвітньовідомому центрі культури та мистецтв — Болонській академії.
Ім'я композитора носить дитяча школа мистецтв у Глухові, вулиці в Рівному та Чернігові.
У місті Дніпро вулицю Попудренка перейменували на вулицю Максима Березовського.

## Твори

### Опери
- «Демофонт» (лібр. П. Метастазіо, 1773, поставлена 1774 в Ліворно, Італія),
- «Іфігенія» (не закінчена);

### Хорові твори
- Літургія св. Іоанна Златоустого,

Духовні концерти
- Бог в ста сонмі богов
- В сі язиці восплещите руками
- Господи, силою Твоєю возвеселиться цар
- Господь воцарися
- Да воскреснет Бог
- Милость і суд воспою Тебі, Господи
- Не імами іния помощи
- Не отвержи мене во время старости
- Приідіте і видіте діла Божиї
- Слава во вишніх Богу
- Тебе Бога хвалим № 1
- Тебе Бога хвалим № 2

Причастники
- Блажені яже ізбрал
- В пам'ять вічную
- Во всю землю
- Знаменася на нас
- Радуйтеся, праведнії
- Творяй ангелы своя духи
- Хваліте Господа с небес № 1
- Хваліте Господа с небес № 2
- Хваліте Господа с небес № 3
- Чашу спасенія прийму

### Інструментальна музика
- Соната для скрипки і чембало (1772)
- Симфонія до мажор № 1
- Симфонія соль мажор № 2
- Симфонія до мажор № 3
- сонати для чембало (спірно)